# Paolo Boselli

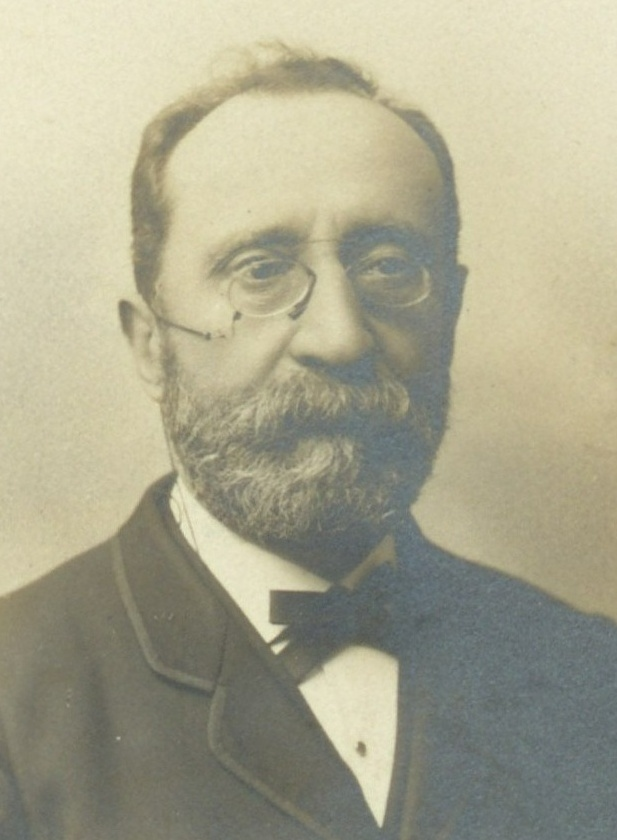
Paolo Boselli

Paolo Boselli (* 8. Juni 1838 in Savona; † 10. März 1932 in Rom) war ein italienischer Finanzwissenschaftler und Politiker. Er war mehrfach Minister und vom 18. Juni 1916 bis zum 29. Oktober 1917 Präsident des Ministerrats (Ministerpräsident) seines Landes.

## Leben und wissenschaftliche Karriere
Boselli entstammte einer liberalen Familie, die zu den Honoratioren seiner Heimatstadt gehörte. Nach dem Besuch einer Piaristenschule studierte er (wie sein Vater) von 1856 bis 1860 in Turin Rechtswissenschaften und knüpfte bereits in dieser Zeit viele Verbindungen zu den politischen und kulturellen Kreisen der damaligen Hauptstadt Sardinien-Piemonts. Nach dem Studium heiratete er Corinna Cambieri, die Schwester eines seiner Dozenten. Mit ihr hatte er drei Kinder: den Sohn Silvio und die Töchter Maria und Luisa.
Boselli ließ sich als Rechtsanwalt nieder und verfasste nebenher zusammen mit anderen 1865 einen Kommentar zum neuen Kommunal- und Provinzialverwaltungsgesetz. Außerdem veröffentlichte er eine Reihe von Artikeln zu politischen, wirtschaftlichen und Verwaltungsthemen in angesehenen Zeitschriften des Landes. Schon 1862 war er dem Staatsrat des neuen, vereinigten Königreiches Italien als Auditor zugeteilt worden, was praktisch das Ende seiner Anwaltstätigkeit bedeutete. 1865 wurde er auch Berater der Präfektur in Mailand. 1867 wurde er Kurator am Industriemuseum in Turin und begann Industriewirtschaft zu lehren. In diesem Jahr war er außerdem Generalsekretär der italienischen Delegation zur Weltausstellung 1867 in Paris. 1869 wurde er Professor für Politische Ökonomie an der neugegründeten Handelshochschule in Venedig. In diese Zeit fällt auch seine erste Beschäftigung mit den Fragen der höheren Schul- und Berufsbildung, wobei Boselli die Notwendigkeit nachdrücklich betonte, auch technische Ausbildungen bis auf ein universitäres Niveau zu führen. 1871 wurde er zum Professor für Finanzwissenschaften an die Universität Rom berufen, gab die Lehrtätigkeit in Venedig aber erst 1874 auf.

## Politische Karriere
1869 wurde Boselli erst Mitglied und dann Vorsitzender des Ständigen Rates der Finanzen, eines Gremiums, welches sich mit der Neuorganisation der Grundsteuer, verschiedener Gemeindesteuern sowie der Pensionsfonds beschäftigte. Mitglieder des Gremiums waren neben ihm und anderen auch einige weitere spätere Ministerpräsidenten wie Agostino Depretis, Luigi Luzzatti und Antonio Starabba di Rudinì.
1870 wurde Boselli Ratsherr in seiner Heimatstadt und im November des gleichen Jahres als Vertreter seiner Hochschule in die Abgeordnetenkammer gewählt, wo er sich zu den Rechtsliberalen der Fraktion Historische Rechte hielt. Die nächsten Jahre waren von intensiver parlamentarischer Tätigkeit, vor allem zu finanziellen und wirtschaftlichen Fragen, gekennzeichnet. Dazu gehörten auch die Anfänge der italienischen Sozialgesetzgebung und des Arbeiterschutzes. Dabei setzte sich Boselli – im Gegensatz zur Theorie des klassischen Manchesterliberalismus – für eine größere Rolle des Staates ein.
In den 1880er Jahren beschäftigte er sich auch mit verschiedenen Aspekten des italienischen Verkehrswesens, so mit der Frage der Verstaatlichung der Eisenbahnen, des Ausbaus der Handelsmarine und des Schiffsbaus, wobei er auch hier allmählich zu einer die Rolle des Staates stärker betonenden Position wechselte, wodurch er sich den Linksliberalen näherte. Er war an der Schaffung des italienischen Handelsgesetzbuches aktiv beteiligt und 1885 italienischer Delegierter auf dem Internationalen Kongress für Handels- und Seerecht in Antwerpen.
Nachdem sein Vorgänger wegen Studentenunruhen zurückgetreten war, wurde Boselli am 17. Februar 1888 Unterrichtsminister unter Ministerpräsident Francesco Crispi im Kabinett Crispi I und blieb dies bis zum Ende des Kabinetts Crispi II am 6. Februar 1891. In dieser Zeit waren verschiedene Schulreformen sein Hauptarbeitsgebiet. Seine Ziele – eine Vereinheitlichung des Schulsystems und eine stärkere Einbeziehung technischer Bildung in den Unterricht – konnte er dabei wegen des Widerstandes im Parlament nur teilweise umsetzen. Am 15. Dezember 1893 wurde er im Kabinett Crispi III Minister für Landwirtschaft, Industrie und Handel und wechselte mit dem Kabinett Crispi IV am 14. Juni 1894 in das Finanzressort. Die Bekämpfung der damaligen schweren Wirtschaftskrise und die Konsolidierung des Staatshaushaltes standen dabei im Mittelpunkt seiner Tätigkeit. Die von ihm verantworteten Steuer- und Zollerhöhungen, u. a. auf Stadtgas und elektrischen Strom, Zucker und Baumwolle, sanierten zwar den Staatshaushalt, machten die Regierung aber extrem unpopulär, so dass sie nach der verlorenen Schlacht von Adua im März 1896 zurücktreten musste. Seit der Parlamentswahl 1893 wurde Boselli nicht mehr für die Hochschule, sondern für den Wahlkreis Avigliana in die Abgeordnetenkammer gewählt.
Zwischen Mai 1899 und Juni 1900 war Boselli Schatzminister, diesmal im Kabinett Pelloux II, zwischen Februar und Mai 1906 wieder Unterrichtsminister in der Regierung Sonnino I. Danach schien die Karriere Bosellis in der „großen Politik“ beendet: Er wurde mit öffentlichen Ehrungen und Ehrenämtern bedacht, spielte aber in der Tagespolitik, die inzwischen von jüngeren Politikern dominiert wurde, keine Rolle mehr.
Er unterstützte den Eintritt Italiens in den Ersten Weltkrieg und wurde nach dem Rücktritt Antonio Salandras wegen militärischer Misserfolge am 18. Juni 1916 im Alter von 78 Jahren Ministerpräsident, nachdem zwei andere Politiker das Amt abgelehnt hatten. Boselli entpuppte sich als nicht sonderlich fähiger Kriegs-Ministerpräsident und musste am 29. Oktober 1917 nach der Niederlage von Karfreit zurücktreten.
1921 schied er aus dem Parlament aus und wurde zum Senator ernannt. In späteren Jahren zeigte sich Boselli dem Faschismus zugeneigt, mit dem er seine Aversion gegen den Sozialismus teilte.

## Sonstiges
Im Oktober 1907 wurde Boselli Präsident der Nationalen Dante-Alighieri-Gesellschaft und blieb dies bis zu seinem Tod. Seit 1914 gehörte er der Accademia della Crusca in Florenz an. Nach seinem Tod erhielt Boselli ein Staatsbegräbnis, auf dem der König anwesend war, und im Senat gab es eine Trauer- und Gedenkveranstaltung zu seinen Ehren.

## Veröffentlichungen (Auswahl)
- Guida amministrativa (1865)
- Relazione d'inchiesta sulla marina mercantile (1882)
- Le droit maritime en Italie (frz.) (1885)
- Carlo Alberto e l’ammiraglio Des Geneys nel 1825 (1892)
- Il ministro Vallesa e l’ambasciatore Dalberg nel 1817 (1893)
- Discorsi e scritti (4 Bände, 1915ff.)
- La patria negli scritti e nei discorsi (1917)
- Discorsi di guerra preceduti da un profilo dettato dal senatore Valli (1917)
- Per la Dante e per la Vittoria (1924)[4]